# Акраміти
Акраміти (акрамісти, акроміти, акромісти) (узб. Akromiylar, Акромійлар) — послідовники Акрама Юлдашева. Акраміти стали широко відомі після повстання в узбекистанському місті Андижан у травні 2005 року.

## Етимологія назви
На офіційному рівні послідовників Акрама Юлдашева називають акрамітами (акрамістами). За словами самих акрамітів, цей термін придуманий владою, щоб звинуватити послідовників течії в створенні нового «мазхаба», тоді як вони є прихильниками ханафітського мазхаба і називають себе біродар («брати», узб. Birodar від перс. برادر — брат)

## Історія виникнення організації
У 1992 році вчитель математики з Андижана 28-річний Акрам Юлдашев, колишній член підпільної ісламістської організації «Хізб ут-Тахрір», вийшов з цієї організації і написав трактат філософського характеру «Шлях до віри» (узб. Imonga yoʻl). У своєму творі він в основному міркував про моральне вдосконалення мусульманина. Коло однодумців, що сформувався навколо Акрама Юлдашева, згодом стали називати акрамітами.
У своїх проповідях Юлдашев спробував довести, що іслам може гарантувати гідні умови життя для всіх мусульман. Підприємці, які стали послідовниками Акрама Юлдашева, стали створювати на своїх підприємствах широку мережу соціальних гарантій для робітників — оплачувати лікування в разі захворювання працівника, встановили зарплату не нижче прожиткового мінімуму та ін. Популярність у населення ідей акрамітів викликала у влади занепокоєння.
Акрам Юлдашев був спочатку заарештований в 1998 році, але 6 січня 1999 року він був амністований і звільнений. Після теракту 16 лютого 1999 року в Ташкенті 17 лютого 1999 року Акрам Юлдашев був знову затриманий і позбавлений волі строком на 17 років за звинуваченням в участі в терактах.
Спочатку прихильники арештованих акрамітів організовували мирні демонстрації, з вимогою відпустити затриманих, але згодом, зрозумівши безперспективність таких дій, стали готувати збройне повстання. На думку як офіційної влади Узбекистану, так і незалежних спостерігачів виступ акрамітів було ретельно організовано. Початкові мирні мітинги швидко переросли в організовані озброєні виступи. Повсталі розгромили військову частину, захопивши там зброю, а потім взяли штурмом міську в'язницю Андижана, убивши охоронців, і звільнили своїх прихильників. Центральна влада Узбекистану повстання жорстоко придушила.
На думку колишнього муфтія Узбекистану Мухаммада Садика Мухаммада Юсуфа: «До андижанської трагедії акрамісти дійсно не втручалися в політику. Інша справа, що їх вчення — єресь. Так, наприклад, вони вважають необов'язковим для мусульманина молитися п'ять разів на день і дотримуватися посту в місяць Рамадан».

## Релігійне вчення
За словами узбецького бізнесмена Хатама Хаджиматова, який був в тісних контактах з послідовниками Акрама Юлдашева, ідеологія акрамітів була «чимось середнім між ісламом і комунізмом». Ідеологія акрамітів виключала насильство, а зміна суспільства вони планували здійснювати поступово, вербуючи нових послідовників і перетворюючи їх особистості. Акраміти не справляли враження глибоко віруючих людей: халатно ставилися до проведення п'ятикратного намазу, не тримали обов'язковий піст в місяць Рамадан, не здійснювали хадж і не відпускали бороди. Ці приписи вважалися необов'язковими.
Шлях до віри  (узб. Imonga yoʻl, Имонга йўл) — основний трактат Акрама Юлдашева, який, на думку експертів, дуже нагадує існувавший в СРСР шкільний курс «Суспільствознавство», в який вкраплені нечисленні цитати з Корану. І це не дивно, адже Юлдашев здобув освіту в Андижанскому інституті бавовництва, де цікавився суспільствознавством, історією і літературою, а потім викладав в школі математику, фізику і заміщав вчителя із суспільствознавства. Тези Юлдашева іноді підкріплюються аятами Корану, а якщо таких не знаходиться — автор обходиться без них.
Коментар до сури «ас-Саффі» — написаний Юлдашевим в узбекистанській в'язниці в березні 2005 року, незадовго до андижанських подій. Містить «неприкриті заклики до джихаду».